# Barátom, Charlie Brown
A Barátom, Charlie Brown (eredeti cím: A Boy Named Charlie Brown) 1969-ben bemutatott amerikai rajzfilm, amely a Peanuts-sorozat első filmje. Az animációs játékfilm rendezője Bill Melendez, producerei Lee Mendelson és Bill Melendez. A forgatókönyvet Charles M. Schulz írta, a zenéjét Vince Guaraldi és Rod McKuen szerezte. A mozifilm a Cinema Center Films, a Lee Mendelson Films és a United Feature Syndicate gyártásában készült, a National General Pictures forgalmazásában jelent meg. Műfaja drámai filmvígjáték.
Amerikában 1969. november 4-én mutatták be a mozikban, Magyarországon 1990. január 1-én az MTV1-en vetítették le a televízióban.

## Cselekmény
A történet főhőse, Charlie Brown, egy iskolás fiú, papírsárkányt készít, de az nem sikerül, a nagy szélben összetörik. Amikor Charlie újat készít, hiába próbálkozik, nem elég ügyes a sárkányröptetésben. Sehogy sem sikerül neki, ezért türelmét veszti, és az érkező Lucyre – akit zseninek gondol – bízza a tönkrement sárkányt, mert úgy gondolja, ő tud vele kezdeni valamit. Lucy a reménytelen állapotba került játékot figyelmetlenül elhajítja, és az a háza tetején alvó Snoopyra pottyan. Snoopy álmában megmarkolja a széltől hirtelen életre kelten felröppenő sárkány zsinórját, és Charlie ámultan látja, hogy eldobott papírsárkánya – a többi gyerek sárkányaival együtt – diadalmasan lobog a magasban.
Charlie Brown a virágos mezőn, egy pitypanggal benőtt dombtetőn gyakorolja a baseballozást, de ezeket a játszmákat is sorra elveszti, s amikor a többi gyerekkel játszik, ruhája háromszor is lerepül, egyszer pedig  még a labda homlokon is üti. Snoopy a nyertesek dicsőségére eljátssza az amerikai himnuszt. Snoopy sárga utcai sapkában korcsolyázik a műjégpályán, amíg a gyerekek rendezik a melót, éjszaka pedig zöld hálósapkában alszik és egy repülőgép vezető rémálmából felébredve, Charlie Brown mellé fekszik. Charlie Brown játék után fürödni tér és kishajója elmerül a vízben. Az osztálytársai kicsúfolták veszteségei miatt, de elérkezett egy várva várt pillanat: Charlie az osztálytársai csúfolódó megjegyzéseinek ellenére is jelentkezik az osztály betűzőversenyére és nyer, méghozzá eléri az első helyet. Eljön az iskolai forduló, ahol szintén eléri az első helyezést. Ettől a pillanattól kezdve nincs megállás Charlie Brown részére. Nemsokára a New Yorkban megrendezendő országos versenyben veszt rész. Ennek következtében el kell utaznia, Linus pedig a győzelme örömére neki adja kendőjét. Később Linusnak eszébe jut, hogy nem tud meglenni a kendője nélkül. Így hát Snoopyval utána mennek, hogy visszakérjék. Megérkeznek Charlie Brown szállodájába és kérik vissza a kendőt, de nem találja, azt mondja a könyvtárban felejthette. Körülnéznek kintről benézve, mert zárva van, de nem látják. Miután visszamennek a szállodába, már Linus szédül, Snoopy hoz neki öt pohár vizet és ő is megiszik több pohárral. Közben Charlie Brown a cipőit tisztogatja és előkerül Linus kendője. Linus örömében magához veszi és boldogan ugrál.
Véget ért a verseny és busszal elindulnak hárman hazafelé. Estére haza is érnek. Másnap reggel Charlie Brown ismét a dombocskán jár, ahonnan már leszedték a pitypangokat és meglátja Lucyt a játszótéren. Odaszalad hozzá, hogy megijessze, de az ijesztése félresikerül. Lucy végül üdvözli, mert örül, hogy hazajött.

## Szereplők
| Szereplő                  | Eredeti hang             | Magyar hang                                                 | Leírás |
| ------------------------- | ------------------------ | ----------------------------------------------------------- | --- |
| Snoopy                    | Bill Melendez            | saját hangján                                               | A fehér szőrű, fekete fülű, fekete orrú, játékos kutya.                                                                            |
| Charlie Brown             | Peter Robbins            | Szerencsi Éva                                               | Az elöl egy szál göndör frufrus, hátul három fekete hajszálú, sárga-fekete mintás ruhás, sárkény eregetős és baseball játékos fiú. |
| Lucy van Pelt             | Pamelyn Ferdin           | Detre Annamária                                             | A fekete hajú, kék ruhás, mérgelődős lány.                                                                                         |
| Linus van Pelt            | Glenn Gilger             | Csellár Réka                                                | A valamennyi fekete hajszálú, piros-fekete csíkos ruhás, kék kendős fiú.                                                           |
| Pigpen                    | Christopher DeFaria      | Csellár Réka                                                | A pár szál fekete hajú, piszkos fiú.                                                                                               |
| Schroeder                 | Andy Pforsich            | Andai Kati                                                  | A szőke hajú, zongorás fiú. |
| Sally Brown               | Erin Sullivan            | Esze Dóra                                                   | A szőke hajú, kék-fekete pöttyös ruhás, játszó lány.                                                                               |
| Patty                     | Sally Dryer              | Kiss Erika                                                  | A világosbarna hajú, narancssárga halvány fekete kockás ruhás lány.                                                                |
| Violet                    | Anne Altieri             | Magda Gabi (1. hang) Vándor Éva (2. hang)                   | A fekete hajú, zöld ruhás lány. |
| Frieda                    | Lynda Mendelson          | Vándor Éva                                                  | A vörös göndör hajú rózsaszín ruhás lány.                                                                                          |
| Betűző versenyenző fiúk   | David Carey Guy Pforsich | Andai Kati Farkasinszky Edit Kökényessy Ági Zillich Beatrix | Gyerekek a betűző versenyen. |
| Betűző versenyenző lányok | N/A                      | Andai Kati Farkasinszky Edit Kökényessy Ági Zillich Beatrix | Gyerekek a betűző versenyen. |
| Betűző gyerekek           | N/A                      | Andai Kati Magda Gabi                                       | Betűző gyerekek az iskolai első fordulón.                                                                                          |
| Énekhangok                | Rod McKuen               | Victor Máté                                                 | – |
| Énekhangok                | Chorus                   | Kővári Judit Kováts Kriszta                                 | – |

A fenti magyar szinkron 1989-ben készült a Magyar Szinkron- és Videovállalat szinkrontermében a Magyar Televízió megbízásából.

## Betétdalok
| Magyar                    | Magyar                      | Angol                     | Angol                                  |
| Dal                       | Előadó                      | Dal                       | Előadó                                 |
| ------------------------- | --------------------------- | ------------------------- | -------------------------------------- |
| Úgy hívják, Charlie Brown | Victor Máté                 | A Boy Named Charlie Brown | Rod McKuen                             |
| Peches alak               | Kővári Judit Kováts Kriszta | Failure Face              | Pamelyn Ferdin Sally Dryer Ann Altieri |
| I után, E                 | eredeti nyelven             | I Before E                | Peter Robbins Glenn Gilger             |
| Bajnok lett Charlie Brown | Kővári Judit Kováts Kriszta | Champion Charlie Brown    | Chorus                                 |

## Televíziós megjelenések
- TV-1, TV-2, HBO
- FEM3, TV2